# Miracolo d'amore (film)
Miracolo d’amore (Healing Hands) è un film per la televisione del 2010 diretto da Bradford May.

## Trama
Buddy Hoyt è un uomo semplice sui quarant’anni che lavora come bidello nella scuola di quartiere e che vive una vita discreta, coltivando vari hobby. I suoi genitori sono morti quando era bambino e da quel momento è stato allevato dai suoi zii Beth e Norman. 
Buddy ha una fidanzata, Alice, con cui sta progettando di sposarsi. Un giorno però mentre sta effettuando delle riparazioni sul tetto di casa cade e finisce in coma. Quando si risveglia Buddy scopre di avere acquisito il potere della guarigione attraverso l’imposizione delle mani. 
Questo dono, giunto in maniera inspiegabile, fa di lui la persona più popolare e richiesta della città. Ma ben presto l’uomo si rende conto che guarire i malati gli fa perdere la sua energia e gli causa il deterioramento del corpo, sentendosi giorno dopo giorno sempre più esausto. 
Un giorno, mentre stava cercando di guarire una donna in fin di vita, questa muore e il marito lo accusa di essere un ciarlatano. Ben presto l’uomo si reca da Lia, una donna che aveva poteri analoghi e questa gli suggerisce di lasciar perdere. 
Il giorno dopo Alice viene investita e Buddy la guarisce ma, quest’ultimo, ha un collasso e viene ricoverato. Successivamente viene a sua volta guarito da Lia che, nella stessa occasione, gli rivela di essere sua madre. La donna però non regge lo sforzo fisico della guarigione e muore. Finalmente Buddy e Alice si sposano e iniziano la vita che hanno sempre sognato.

## Produzione
Le riprese del film si sono svolte in California, tra l’agosto e il novembre 2009.

## Distribuzione
Negli Stati Uniti Miracolo d'amore è stato trasmesso su Hallmark Channel il 20 marzo 2010 mentre in Italia è arrivato il 4 gennaio 2011.